# Чихуахуа
Чихуахуа (ісп. Chihuahua, МФА: [tʃiˈwawa], чива́ва) — найменша порода собак, названа на честь мексиканського штату Чивава, де вона була виявлена приблизно в 1850 році.

## Історія породи

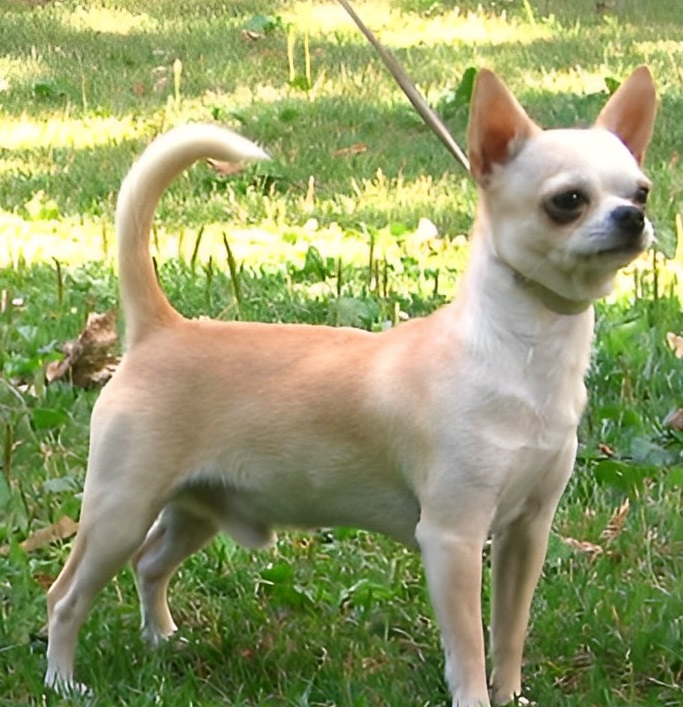
Гладкошерстий чихуахуа

Історія розвитку породи досить заплутана і заснована, в більшості своїй, на теоретичних даних і припущеннях. Тим не менше з фольклору, археологічних розкопок можна припустити, що предки породи походять з доколумбових часів і є найдавнішою американською породою собак.
Найпоширеніша версія припускає, що чихуахуа походять від породи течичі, яку тольтеки розводили як «кімнатних» собак, шляхом схрещування з китайськими породами, завезеними конкістадорами до Америки.
Імовірно, в стародавні часи предки цих собак були дикі, а за часів цивілізації тольтеків вони були одомашнені. Зображення й скульптури цих карликових собак служили для прикраси міської архітектури.
«Сучасні» чихуахуа були виявлені в 1850 році в старих руїнах близько Каса Гранде в мексиканському штаті Чивава. Штат межує з американськими Техасом, Аризоною та Нью-Мексико, звідки сучасна порода почала своє розповсюдження по світу. З того часу чихуахуа залишається однією з популярних кімнатних порід собак, особливо в США, де стандарти цієї породи були визначені Американським клубом собаківників в 1904 році.

## Зовнішній вигляд
Існує два різновиди чихуахуа: гладкошерста і довгошерста. Гладкошерсту називають «королівською мініатюрою». Довгошерсті, котрих називають «сонячними собачками», відрізняються вухами з «китичками» вовни, «коміра» на шиї і середньої довжини шерстю на корпусі.
Це компактна собака з квадратним форматом. У сук трохи розтягнутий формат. Голова має характерну яблукоподібну форму. Морда коротка, широка біля основи, трохи звужується до носа. Прикус ножицеподібний або прямий (небажаний). Очі великі й округлі, виразні, не сильно опуклі, темного кольору. Вуха стоять, великі, широкі біля основи, злегка звужуються і закруглені на кінцях. Хвіст довгий, піднятий і тримається у вигляді серпа або злегка зігнутий, при цьому кінчик хвоста направлений строго уздовж хребта. Допустимі всі масті та їх відтінки. Найрідкіснішими вважаються варіації блакитного, тигрового, шоколадного забарвлень.
Маса від 1 кг до 3 кг (згідно з офіційним стандартом FCI).

## Темперамент
Порода має дуже стійку психіку як для собак карликових порід. Вкрай рідко можна зустріти істеричного представника цієї породи. Чихуахуа відданий своєму господареві, іноді ревнивий, але не злий.